# Bahnhof Bonn-Mehlem
Der Bahnhof Bonn-Mehlem ist ein Durchgangsbahnhof, der im Bonner Ortsteil Lannesdorf liegt. Er hat drei Bahnsteiggleise und liegt an der linken Rheinstrecke südlich des Bonner Hauptbahnhofs, des Weiteren ist der Bahnhof an den öffentlichen Nahverkehr angeschlossen und verfügt über Pkw-Stellplätze, in deren unmittelbarer Nachbarschaft sich Geschäfte für Reisebedarf befinden.
Der Bahnhof wird dabei von der DB Station&Service betrieben.

## Geschichte

### Bis zum Zweiten Weltkrieg
Am 21. Januar 1856 wurde der Streckenabschnitt der linken Rheinstrecke zwischen Bonn und Rolandseck dem Verkehr übergeben. In dieser Zeit wurde auch der Bahnhof auf dem Gebiet der damals eigenständigen Gemeinde Lannesdorf eröffnet, der aufgrund der höheren Bekanntheit und touristischen Bedeutung der benachbarten Gemeinde Mehlem jedoch deren Namen erhielt. Anfang der 1870er Jahre wurde das Bahnhofsgebäude durch An- und Aufbauten vergrößert; zu dieser Zeit beherbergte es auch das Mehlemer Postamt.

### Bahnhof der Amerikanischen Botschaft
Ein etwas abgesetztes Gleis des Bahnhofs war ab 1949 Dauerstandort der Reise- und Repräsentationszüge der amerikanischen Hochkommissare John Jay McCloy und seiner Nachfolger und ab 1955 des jeweiligen amerikanischen Botschafters. Hier wurden für die Botschaft ständig Züge der Baureihen VT 06 bereitgehalten. Nachdem 1963 die dauerhafte Stationierung aus Kostengründen beendet wurde, blieb der Bahnhof Bonn-Mehlem Station der amerikanischen Botschaft, wurde aber auf Anforderung von Zügen der Baureihen VT 08.8 und VT 33.8 angefahren, deren Heimatbahnhof Heidelberg war, seinerzeit wichtigster amerikanischer Truppenstandort in Deutschland. Mindestens einmal jährlich fuhr der Sonderzug des US-Botschafters über Helmstedt über die festgelegte Transitstrecke zum Bahnhof Berlin-Lichterfelde West.
Aufgrund der Eingemeindung von Bad Godesberg zur Stadt Bonn wurde der Bahnhof Mehlem 1971 in Bonn-Mehlem umbenannt. Der Ort Mehlem gehörte seit 1935 zu Bad Godesberg. Bis etwa in diese Zeit hinein war der Bahnhof auch eine eigenständige, mit allem Personal versehene Dienststelle der Deutschen Bundesbahn, hatte zwei mechanische Stellwerke, eine Fahrkartenausgabe, Güter- und Expressgutabfertigung. Dann begann der Abbau: Die Abfertigung von Güter- und Expressgut wurde zum 1. Juni 1970 eingestellt, die Güterabfertigung 1975 und der Fahrkartenverkauf 1982.
Die letzten Fahrten eines Botschafterzuges im Bahnhof Bonn-Mehlem fanden am 18./19. Dezember 1990 in der Amtszeit von Vernon A. Walters statt. Die Deutsche Wiedervereinigung beendete die Rolle des Bahnhofs Bonn-Mehlem als Bahnhof der amerikanischen Botschaft.

## Gegenwart

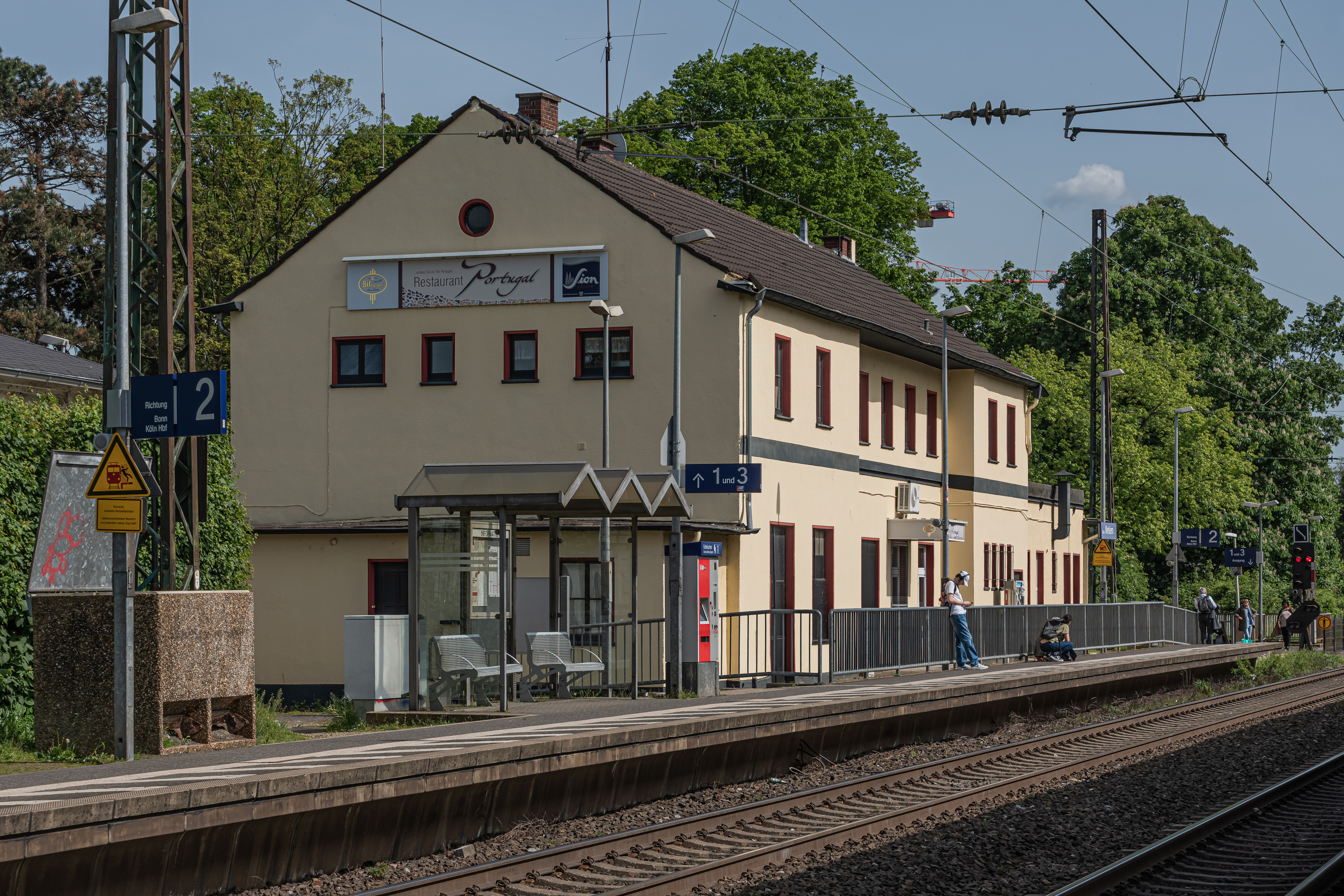
Empfangsgebäude

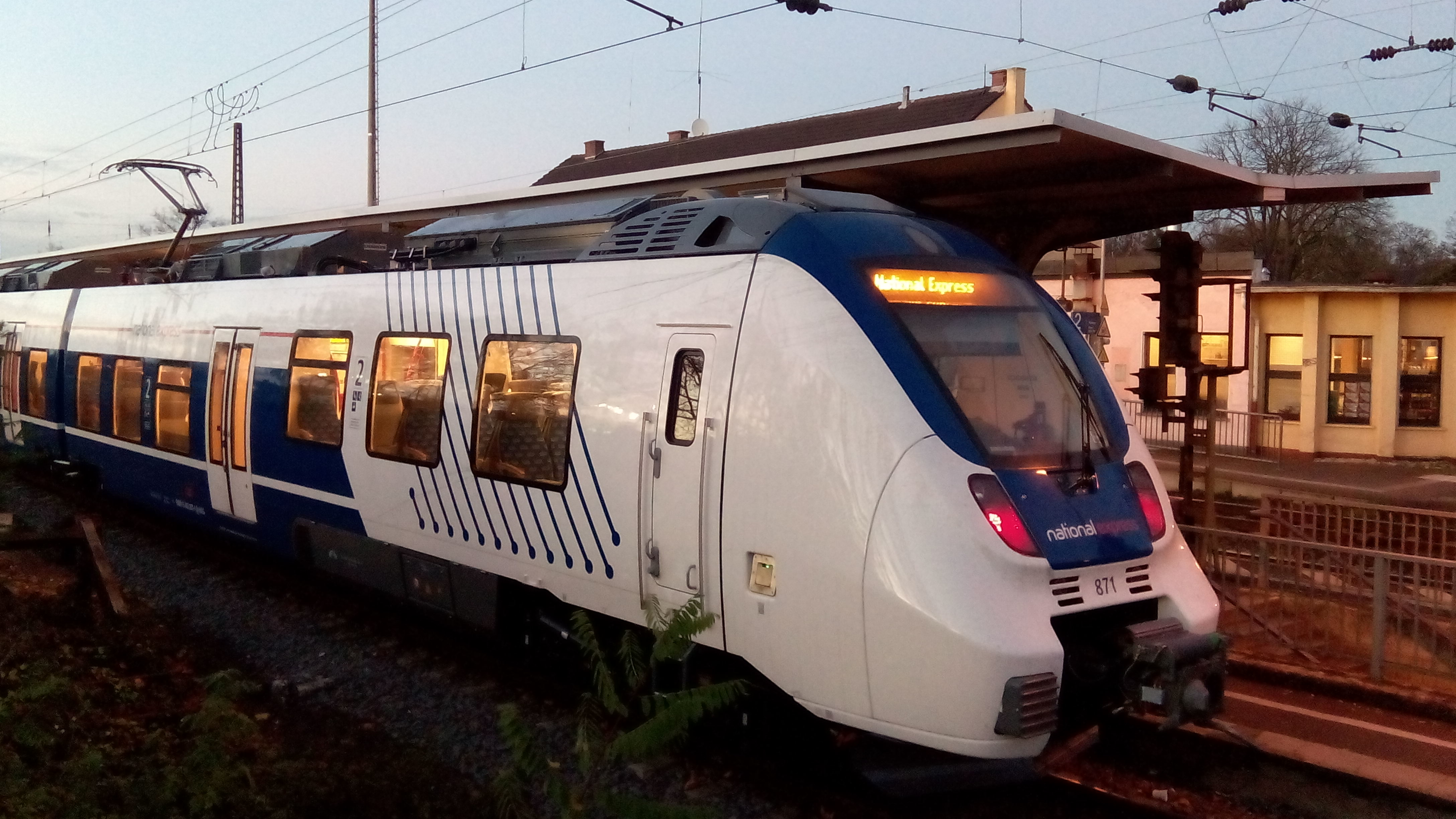
Talent 2 der National Express in Bonn-Mehlem

Außer den Bahnsteiggleisen ist im nördlichen Bahnhofsbereich noch ein Abstellgleis vorhanden, die weiteren Gleise für den Güterverkehr wurden entfernt.
Der Bahnhof Bonn-Mehlem verfügt über drei Bahnsteiggleise von jeweils über 200 Metern Länge. Der Mittelbahnsteig mit den Gleisen 1 und 3 ist 38 Zentimeter hoch, der Hausbahnsteig mit Gleis 2 76 Zentimeter. Beide Bahnsteige sind über eine beidseitig angeschlossene Unterführung (erbaut 1978) erreichbar.
Planmäßiger Fernverkehr besteht nicht, im Schienenpersonennahverkehr wird der Bahnhof von drei Regionalbahnlinien bedient, wovon die RB 48 hier beginnt und endet.
| Linie | Zuglauf | Takt                                                                                     |
| ----- | --- | ---------------------------------------------------------------------------------------- |
| RB 26 | MittelrheinBahn: (Köln/Bonn Flughafen –) (nur im Nachtverkehr) Köln Messe/Deutz – Köln Hbf – Köln West – Köln Süd – Hürth-Kalscheuren – Brühl – Sechtem – Roisdorf – Bonn Hbf – Bonn UN Campus – Bonn-Bad Godesberg – Bonn-Mehlem – Rolandseck – Oberwinter – Remagen – Sinzig (Rhein) – Bad Breisig – Brohl – Namedy – Andernach – Weißenthurm – Mülheim-Kärlich – Koblenz-Lützel – Koblenz Stadtmitte – Koblenz Hbf – Rhens – Spay – Boppard Hbf – Boppard-Bad Salzig – Boppard-Hirzenach – Sankt Goar – Oberwesel – Bacharach – Niederheimbach – Trechtingshausen – Bingen (Rhein) Hbf – Bingen (Rhein) Stadt – Bingen-Gaulsheim – Gau Algesheim – Ingelheim – Heidesheim (Rheinhessen) – Uhlerborn – Budenheim – Mainz-Mombach – Mainz Hbf Stand: Fahrplanwechsel Dezember 2021 | 60 min                                                                                   |
| RB 30 | Rhein-Ahr-Bahn: Bonn Hbf – Bonn UN Campus – Bonn-Bad Godesberg – Bonn-Mehlem – Oberwinter – Remagen – Bad Bodendorf – Heimersheim – Bad Neuenahr – Ahrweiler – Ahrweiler Markt – Walporzheim (– Dernau – Rech – Mayschoß – Altenahr – Kreuzberg (Ahr) – Ahrbrück) bis Ende 2025 wegen Hochwasserschäden nur bis Walporzheim, der weitere Streckenverlauf bis Ahrbrück ist seit Juli 2021 nicht mehr befahrbar Stand: Fahrplanwechsel Dezember 2021 | 60 min                                                                                   |
| RB 48 | Rhein-Wupper-Bahn: Wuppertal-Oberbarmen – Wuppertal-Barmen – Wuppertal Hbf – Wuppertal-Vohwinkel – Haan-Gruiten – Haan – Solingen Hbf – Leichlingen – Opladen – Leverkusen-Manfort – Köln-Mülheim – Köln Messe/Deutz – Köln Hbf – Köln West – Köln Süd – Hürth-Kalscheuren – Brühl – Sechtem – Roisdorf – Bonn Hbf – Bonn UN Campus – Bonn-Bad Godesberg – Bonn-Mehlem Stand: Fahrplanwechsel Dezember 2021 | 30 min (W-Oberbarmen–Köln) 30 (HVZ)/60 min (Köln–Bonn Hbf) 60 min (Bonn Hbf–Bonn-Mehlem) |